# Neptis frobenia

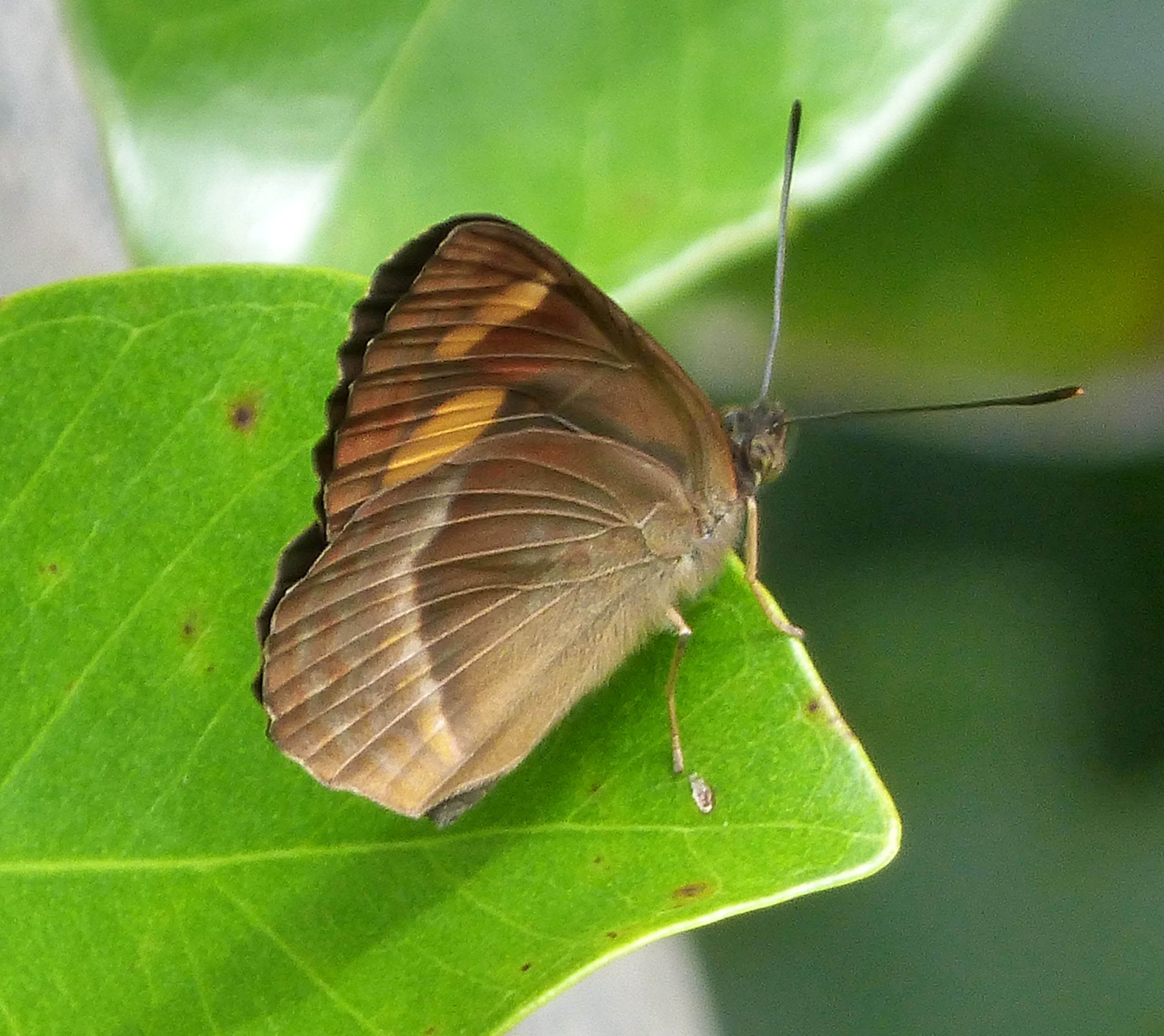
Flügelunterseite

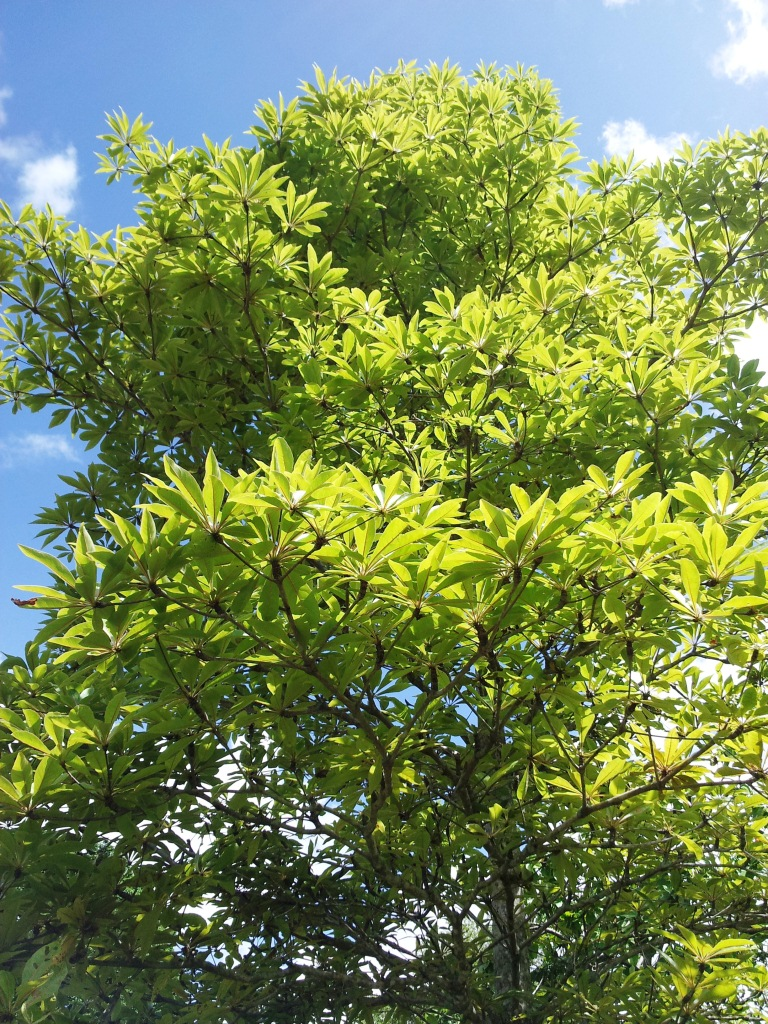
Terminalia bentzoe, eine Nahrungspflanze der Raupen

Neptis frobenia ist ein auf Mauritius vorkommender Schmetterling (Tagfalter) aus der Familie der Edelfalter (Nymphalidae).

## Merkmale

### Falter
Die Falter erreichen eine Flügelspannweite von 40 bis 44 Millimetern, wobei die Weibchen etwas größer als die Männchen sind. Ein Sexualdimorphismus liegt nicht vor. Bei beiden Geschlechtern ist die Flügelgrundfarbe braun bis schwarzbraun. Durch die Postdiskalregion beider Flügelpaare erstreckt sich eine gelbe Binde, die auf den Vorderflügeln zweifach unterbrochen ist. Die Vorderflügelunterseite bildet die Zeichnung der Oberseite in abgeschwächter Form ab, die Hinterflügelunterseite ist hellbraun gefärbt und mit einem undeutlichen weißlichen halbkreisförmigen schmalen Streifen versehen.

### Präimaginalstadien
Die ersten Stände sind noch nicht beschrieben.

### Ähnliche Arten
Da Neptis frobenia die einzige auf Mauritius vorkommende Eisvogelart (Limenitidinae) ist, kann sie auch nicht mit anderen Tieren dieser Unterfamilie verwechselt werden.

## Verbreitung und Lebensraum
Neptis frobenia kommt endemisch auf Mauritius vor. Auf Madagaskar ist sie nicht heimisch. Die Art besiedelt vorzugsweise Busch- und Waldrandvegetationen in hügeligen Bereichen im Südwesten der Insel.

## Lebensweise
Die Falter fliegen in zwei Generationen, schwerpunktmäßig in den Monaten Februar, September und November. Die Raupen ernähren sich von den Blättern von Nesselblattarten (Acalypha) sowie von  Erythrospermum mauritiana und Terminalia bentzoe. Details zur Lebensweise der Art müssen noch erforscht werden.